# 公立那賀病院
公立那賀病院（こうりつながびょういん）は、和歌山県紀の川市にある一部事務組合、公立那賀病院経営事務組合が設置・運営する公立病院。地域がん診療連携拠点病院や災害拠点病院の指定を受けている。

## 歴史
- 1948年（昭和23年）10月1日 - 那賀病院が開院。
- 1950年（昭和25年）11月1日 - 国民健康保険組合直営那賀病院となる。
- 1955年（昭和30年）9月19日 - 那賀郡町村共同国民健康保険組合直営那賀病院と改称。
- 1966年（昭和41年）3月31日 - 国保那賀病院と改称。
- 1997年（平成9年）5月1日 - 和歌山県災害拠点病院に指定。
- 1999年（平成11年）4月1日 - 公立那賀病院となる。
- 2008年（平成20年）2月8日 - 地域がん診療連携拠点病院に指定。

## 診療科
- 内科
- 循環器科
- 呼吸器科
- 外科
- 小児科
- 整形外科
- 産婦人科
- 眼科
- 耳鼻咽喉科
- 皮膚科
- 放射線科
- 乳腺呼吸器外科
- 脳神経外科
- リハビリテーション科
- 泌尿器科
- 麻酔科
- リウマチ科
- 検診科
- 神経内科
- 精神科
- 病理診断室

## 交通アクセス
- JR和歌山線打田駅から徒歩約5分
- 紀の川コミュニティバス 公立那賀病院バス停下車
- 紀の川市地域巡回バス 那賀病院バス停下車
- 粉河駅前、熊取駅前から和歌山バス那賀に乗車し、打田国道口バス停下車、徒歩約10分